# Robinson (Illinois)
Robinson település az Amerikai Egyesült Államok Illinois államában, Crawford megyében, melynek megyeszékhelye is. Lakosainak száma 7150 fő (2020. április 1.).

## Népesség
A település népességének változása:
| Lakosok száma | 6822 | 7713 | 7150 |
|               | 2000 | 2010 | 2020 |